# Digital Light Processing

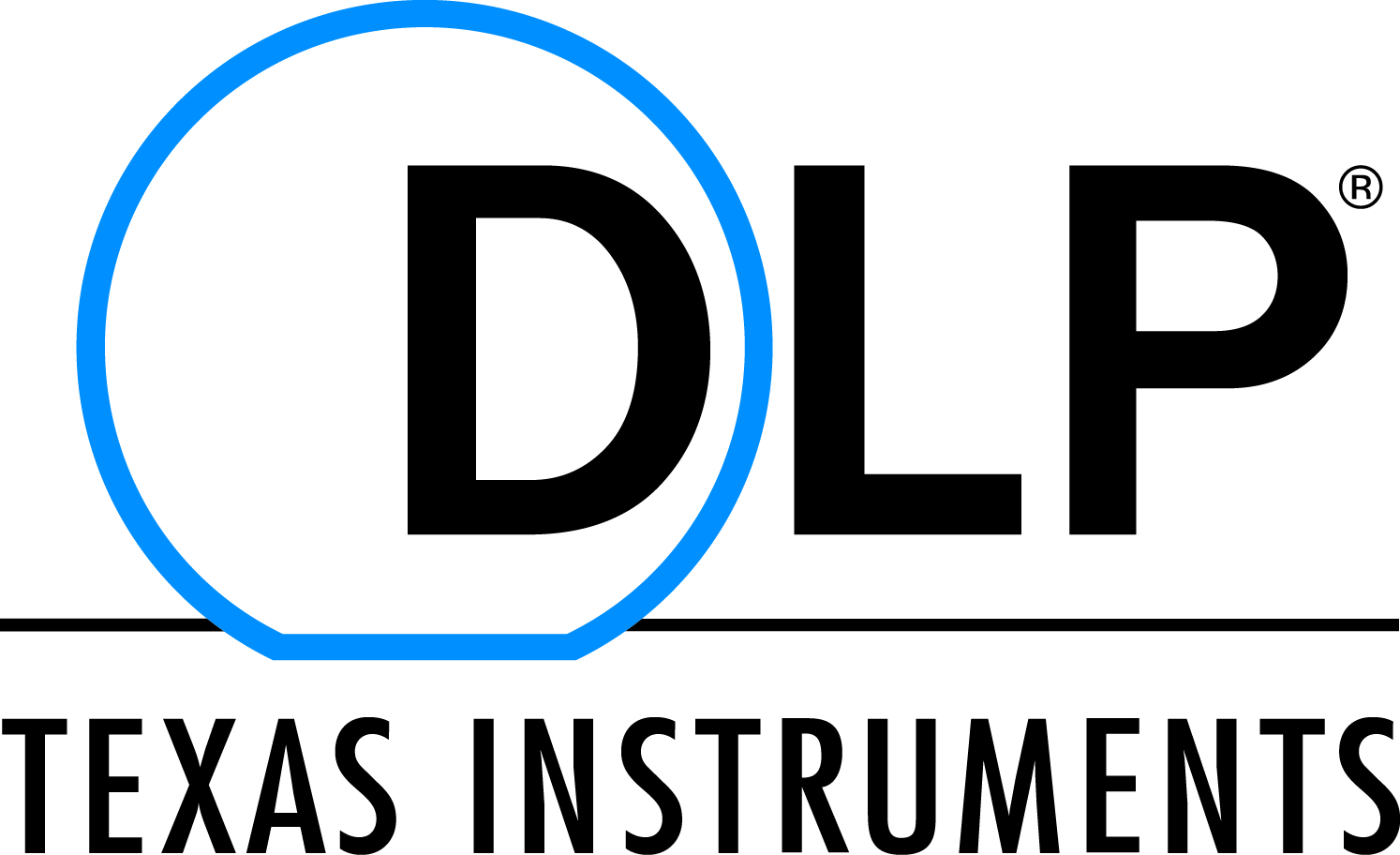

DLP (Digital Light Processing) je obchodní známka firmy Texas Instruments, která reprezentuje technologii používanou v digitálních projektorech, vyvinutou v roce 1987.
V DLP projektorech je obraz tvořen pomocí mikroskopicky malých zrcadel, která jsou umístěna na polovodičovém čipu, který se nazývá DMD (Digital Micromirror Device). Každé zrcadlo reprezentuje jeden nebo více pixelů ve výsledné projekci. Obvyklá rozlišení v současné době jsou 800×600, 1024×768, 1280×720 a 1920×1080 (High Definition). Každá miniaturní odrazná ploška se může velmi rychle přemísťovat mezi dvěma krajními polohami – jednou, která světlo propouští a druhou, která jej odráží na chladicí plochu. Intenzita barvy je regulována rychlým střídáním těchto poloh (poměrem mezi průchozí a neprůchozí polohou).
Obraz může být vytvářen dvěma rozdílnými metodami: projektorem s jedním čipem a tříčipovým projektorem.

## Jednočipové DLP projektory
Jednočipové DLP mají obvykle umístěno rotující barevné kolo mezi lampou a čipem s tím, že toto mívá obvykle čtyři segmenty – tři primární barvy (červená, modrá a zelená) a jeden zcela průhledný segment pro zesílení jasu. Pohyb kola je synchronizován s DMD čipem a barvy jsou tedy zobrazovány sekvenčně při takové frekvenci, aby se pro pozorovatele vytvořil spojitý barevný obraz. V současných moderních projektorech bývá rotace kola až trojnásobná vůči zobrazovací frekvenci (viz též Nyquistova vzorkovací věta).
Druhou možností je použití individuálních zdrojů primárních barev – obvykle jde o technologii LED. Tento přístup podstatně omezuje patrně největší problém jednočipového zobrazení – tzv. duhový efekt (rainbow effect), který může u některých osob vést k bolestem hlavy, apod. Jde o problém vycházející z faktu, že jsou barvy zobrazovány sekvenčně a je prokázáno, že působí na různé lidi různou intenzitou.

## Tříčipové DLP projektory
Tyto projektory používají hranol na rozdělení světla z lampy. Každá z primárních barev je zavedena na vlastní DMD čip a společně jsou potom přivedeny do výstupního objektivu. Tříčipové projektory mohou dosáhnout lepšího odstupňování (gradace) barev, protože každý čip má delší dobu na to, aby světlo moduloval. Tříčipové projektory navíc vůbec netrpí duhovým efektem. Optické cesty tříčipového projektoru musí být velmi přesně seřízeny. Podle údajů Texas Instruments mohou tříčipové projektory používané v kinech vytvořit až 35 bilionů barev.